# Мор (река)
Мор (Маюракши) — река в восточной части Индии, течёт по территории штатов Джаркханд и Западная Бенгалия. Правый приток Бхагиратхи — верхнего течения Хугли, одного из рукавов дельты Ганга.
Длина реки составляет около 300 км.
Начинается с восточных склонов горы Трикут-Парват на возвышенности Раджмахал к востоку от города Деогарх в северно-восточной части штата Джаркханд. Впадает в Хугли северо-восточнее города Катва на территории штата Западная Бенгалия.
Вода реки используется для орошения (длина системы оросительных каналов превышает 1,5 тыс. км) и выработки электроэнергии (в начале среднего течении построена плотина, образующая водохранилище ниже города Думка).